# Gmina Fair Play
Konkurs „Gmina Fair Play” - Certyfikowana Lokalizacja Biznesu – polski konkurs samorządowy organizowany od 2002, którego głównym założeniem jest promowanie wśród polskich i zagranicznych inwestorów tych samorządów, które tworzą dobre warunki dla rozwoju i cechują się otwartością na inwestycje, przy jednoczesnym zagwarantowaniu rzetelnej obsługi w atmosferze przyjaznej biznesowi.
Konkurs jest prowadzony w pięciu kategoriach: gmina wiejska agro, gmina wiejska wielofunkcyjna, miasteczko i małe miasto, średnie miasto, duże miasto oraz gmina turystyczna. Konkurs jest afiliowany przy Krajowej Izbie Gospodarczej. Jego organizatorem jest Instytut Badań nad Demokracją i Przedsiębiorstwem Prywatnym, mający wieloletnie doświadczenie w dziedzinie promocji etyki i wspierania przedsiębiorczości.